# لاتولیپ-ا-گابوری، کبک
لاتولیپ-ا-گابوری (به فرانسوی: Latulipe-et-Gaboury) شهرستانی در منطقه شهری تمیسکامنگ ناحیه آبیتیبی-تمیسکامنگ در استان کبک کانادا است. در سرشماری سال ۲۰۱۱ این شهرستان ۳۲۰ نفر جمعیت داشته‌است و مساحت آن ۲۹۸٫۳۸ کیلومتر مربع است.